# Micropodiphryxus richardsonae
Micropodiphryxus richardsonae is een pissebeddensoort uit de familie van de Bopyridae. De wetenschappelijke naam van de soort is voor het eerst geldig gepubliceerd in 1930 door Chopra.